# Glen Powell
Glen Powell, född 21 oktober 1988 i Austin, Texas, är en amerikansk skådespelare.
Powell har bland annat medverkat i filmerna The Expendables 3 från 2014, Dolda tillgångar från 2016 och Top Gun: Maverick från 2022.

## Filmografi (i urval)
- 2014 – The Expendables 3
- 2015–2016 – Scream Queens (TV-serie)
- 2016 – Everybody Wants Some!!
- 2016 – Dolda tillgångar
- 2022 – Top Gun: Maverick
- 2023 – Anyone But You
- 2023 – Hit Man
- 2024 – Twisters
- 2025 – Chad Powers (TV-serie)
- 2025 – The Running Man